# Hjalmar Kiærskou
Hjalmar Frederik Christian Kiærskou (* 6. August 1835 in Kopenhagen; † 18. März 1900), manchmal auch als Hjalmar Kiaerskov angegeben, war ein dänischer Botaniker. Sein offizielles botanischen Autorenkürzel lautet „Kiaersk.“.

## Leben
Hjalmar Kiærskou war der Sohn des Landschaftsmalers Frederik Christian Jakobsen Kiærskou (1805–1891). 1862 graduierte er als Magister in den Naturwissenschaften. 1861 wurde er Mitarbeiter am Botanischen Garten in Kopenhagen, zunächst als Assistent und anschließend von 1875 bis 1883 als Bibliothekar. 1873 heiratete er seine Cousine Margrethe Olivia Gindrup. 1883 wurde er Inspektor am Botanischen Museum. Von 1869 bis 1893 war er Herausgeber der Zeitschrift „Botanisk Tidsskrift“. Von 1882 bis 1889 war er Lehrer am Monrad'ske Kursus an der Danmarks Lærerhøjskole in Kopenhagen. 1882 war er Dozent an der Polytechnischen Lehranstalt. Von 1876 bis 1883 war er Mitarbeiter im Chemischen Laboratorium von Sigfred Frederik Edvard Valdemar Stein.
Kiærskou beschrieb mehrere Pflanzentaxa aus den Familien der Weiderichgewächse und der Myrtengewächse, insbesondere aus Spanien, den Westindischen Inseln und aus Brasilien. Zusammen mit Samsøe Lund veröffentlichte er eine Monografie über die Zuchtformen des Kohls, der Rüben und des Rapses.

## Werke (Auswahl)
- 1884: En monografisk skildring af havekaalens, rybsens og rapsens kulturformer (mit Samsøe Lund)
- 1890: Myrtaceae ex India occidentali a dominis Eggers, Krug, Sintenis, Stahl aliisque collectae
- 1893: Enumeratio Myrtacearum Brasiliensium quas collegerunt viri doctissimi Glaziou, Lund, Mendona, Raben, Reinhardt, Schenck, Warming aliique. Hauniae. Apud. Jul. Gjellerup. Ex Officina. Hoffensbergiana, 1893.